# Station Doboszowice
Station Doboszowice is een spoorwegstation in de Poolse plaats Doboszowice.